# 機械学習原子間ポテンシャル
機械学習原子間ポテンシャル(英: Machine-learned interatomic potential, MLIP)機械学習を用いて構築された原子間ポテンシャルである。単に機械学習ポテンシャル(machine learning potential, MLP)とも呼ばれる。原子構造とそのポテンシャルエネルギーとの間の対応を学習して原子間ポテンシャルを構築するプログラムは、1990年代を皮切りに研究者らにより活用されるようになった。
このような原子間ポテンシャルは、高精度だが必要な計算量が多い密度汎関数理論と、経験的に導出もしくは直感的に近似された、多くの計算量を必要としないが精度の点で大きく劣るポテンシャルとの間のギャップを埋めるものと期待されている。人工知能関連技術における進展により機械学習ポテンシャルの精度は高まり、計算コストは低くなっており、ポテンシャルフィッティングにおける機械学習の役割は大きくなっている。
機械学習ポテンシャルは低次元系をニューラルネットワークにより取り扱う試みから始まった。これらのモデルは、原子間相互作用エネルギーを系統的に説明できず、真空中の小分子や固定された表面と相互作用する分子には適用しうるが、その他の系やときには前述のような系においても経験的もしくはシミュレーションにより導出されたポテンシャルに依存することが多かった。これらのモデルは学術的な利用に留まった。
近年のニューラルネットワークは、材料科学における理論的理解をとりこんだアーキテクチャと前処理により、高精度かつ低計算量のポテンシャルを構築している。ほとんど全ては局所的なモデルであり、適当なカットオフ半径以内の隣接原子との相互作用のみを考慮する。非局所的モデルも存在するが、10年近く実験的なものにとどまっている。ほどんどの系において、妥当なカットオフ半径のもとで十分高い精度の結果が得られる。
ほとんどのニューラルネットワークは原子座標を入力とし、ポテンシャルエネルギーを出力する。一部には原子座標を原子を対称中心とする対称関数に変換するものもある。このデータから、各元素ごとに個別の原子ニューラルネットワークを訓練する。所与の構造にある元素があらわれるたびにその原子用のネットワークが評価され、その結果が最終段にてプーリングされる。このプロセス、特に、並進、回転、交換不変性を課する原子中心対称関数により、ニューラルネットワークの探索空間が大幅に制限され、機械学習ポテンシャルを大幅に改善することとなった。同様のプロセスを用いるが、原子よりも結合を重視し、ペア対称関数を用い、原子対ごとに1つのネットワークを訓練するものもある。
他にも、事前に定義された対称性を規定する関数を使うのではなく、独自の記述子を学習するモデルがある。このようなモデルは、メッセージパッシングニューラルネットワーク(message-passing neural network, MPNN)と呼ばれるグラフニューラルネットワークの一種である。これは分子を3次元グラフ(原子を頂点、結合を辺とする)として扱うモデルであり、入力として原子を記述する特徴ベクトルを受け取り、近隣原子に関する情報をメッセージ関数と畳み込みによって処理することを繰り返し、特徴ベクトルを反復的に更新する。最終段で得られた特徴ベクトルを用いて、ポテンシャルを予測する。この手法の柔軟性により、より強力で汎化性の高いモデルが得られるようになった。2017年にはMPNNモデル(深層テンソルニューラルネットワーク)が小分子の特性を計算するために始めて用いられた。その後この技術は商業化され、2022年にMatlantisが開発され、順方向と逆方向の両方の計算パスを通じて物性を抽出するようになった。

## ガウス近似ポテンシャル
よく知られた原子間ポテンシャルの機械学習の手法の1つとして、ガウス近似ポテンシャル(Gaussian Approximation Potential, GAP)がある。これは、局所的な原子環境を記述するコンパクトな記述子とガウス過程回帰を組み合わせ、特定の系のポテンシャルエネルギー曲面を機械学習する。GAPフレームワークを用いて、炭素、ケイ素、リン、タングステンなどの単元素系や、Ge
2Sb
2Te
5やオーステナイト系ステンレス鋼Fe
7Cr
2Niなどの多元素系のMLIP開発に成功したことが報告されている。